# Ski (niveau)
Pour les articles homonymes, voir Ski (homonymie).
Le Ski est un niveau de ski alpin de l'École du ski français (ESF). Il a été créé dans les années 50. 
4 niveaux de Ski peuvent être obtenus : Bronze, Argent, Vermeil ou Or

## Conditions d'obtention
Initialement, pour obtenir le Ski d'un certain niveau, il fallait obtenir au minimum ce niveau dans chacune des 2 épreuves suivantes :
- le Chamois
- la Flèche

Puis, à l'apparition de la Fusée, il a fallu obtenir au minimum ce niveau dans chacune des 3 épreuves suivantes :
- le Chamois
- la Flèche
- la Fusée

A l'apparition du Saut (anciennement Aiglon) , il fallait obtenir au minimum ce niveau dans 3 épreuves de la liste suivante :
- le Chamois
- la Flèche
- la Fusée
- le Saut

Aujourd'hui, pour obtenir le Ski d'un certain niveau, il suffit d'obtenir au minimum ce niveau dans 2 épreuves de la liste suivante :
- Le Chamois
- La Flèche
- La Fusée
- Le Skiercross
- le Saut

## Insignes
Pour chaque niveau, l'ESF délivre un insigne.
Initialement, cet insigne était constitué d'une paire de ski en diagonale (spatules en haut à droite), recouverte de la flèche tricolore inversée de l'insigne originel correspondant, et du chamois de l'insigne correspondant. La mention "ESF" était gravée au pied du chamois. C'est la couleur de l'insigne qui différençiat le niveau
Actuellement, il est constitué d'une paire de ski côte à côte en diagonale (spatules en bas à gauche), recouverte du logo tricolore de l'ESF sur lequel est gravé "ECOLE DU SKI FRANCAIS". En bas de l'insigne, on trouve la mention "SKI" suivie du niveau "BRONZE", "ARGENT", "VERMEIL" ou "OR". La couleur de l'insigne différencie aussi le niveau.

Ski (première version)
Combiné de vermeil